# Steve Carell
Steve John Carello (Concord, Massachusetts, Estats Units, 16 d'agost del 1962), més conegut com a Steve Carell és un actor, còmic, productor i director estatunidenc.
Va fer-se famós per les seves aparicions còmiques a la televisió gràcies a The Daily Show, diari televisiu satíric. Però va ser al cinema, després d'un paper secundari a la pel·lícula Bruce Almighty i Anchorman: The Legend of Ron Burgundy, que va tenir èxit a 40 anys.
També és l'actor principal de l'adaptació americana de la sèrie de televisió britànica The Office, emesa per la cadena americana NBC des del 2005. Ha guanyat el Premi Globus d'Or al millor actor de sèrie còmica el 2006.

## Biografia

### Primers anys
Carell, el petit de quatre germans, va néixer en el Emerson Hospital de Concord, Massachusetts, i va créixer prop d'Acton, fill de Harriet T. Koch, una infermera de psiquiatria, i Edwin A. Carell, un enginyer elèctric. El seu oncle matern, Stanley Koch, va treballar amb Allen B. DuMont. El seu avi patern era italià; el seu pare va néixer amb el cognom Caroselli, que després seria substituït per Carell. Carell va ser criat com a catòlic i va ser educat en The Fenn School i Middlesex School. Durant la secundària feia hoquei sobre gel. Tocava el pifre al costat d'altres membres de la seva família, i es va unir a un grup de recreació històrica per realitzar el Desè regiment dempeus. Carell va atribuir a això el seu interès per la història. El 1984 va aconseguir un títol en història a la Universitat de Denison de Granville, Ohio. A Denison, Carell va ser membre de Burpee's Seedy Theatrical Company, un grup de comèdia d'improvisació format per estudiants.

### Carrera cinematogràfica
Després dels seus primers passos en el teatre i la seva participació en el Second City de Chicago, va debutar al cinema amb La petita Sue de John Hughes (1991). Va participar després en la sèrie Over the Top, el programa de Dana Carvey i en The Daily Show abans d'estrenar pel·lícules com Bruce Almighty (2003), El periodista (2004), Embruixada (2005), Verge als 40 (2005), Petita Miss Sunshine (2006), Evan Almighty (2007), Superagent 86 (2008) i Foxcatcher (2014).
Encara que va aconseguir la fama amb The Office interpretant a Michael Scott, Carell ha aparegut en Watching Ellie (2002), Come to Papa/Papa (2004).
Vanity Fair va publicar la llista dels Top 40 dels actors millors pagats de Hollywood el 2010. Steve Carell es va trobar en el número 31, guanyant uns 17,5 milions per les seves pel·lícules.
A partir de l'any 2003 va tenir molt més protagonisme al cinema. Intervingué a títols com Bruce Almighty (2003), El Reporter (2004) Ella Enchanted (2005), The 40-Year-Old Virgin (2005), Petita Miss Sunshine (2006), Evan Almighty (2007), Superagent 86 de pel·lícula (2008).

### The Office

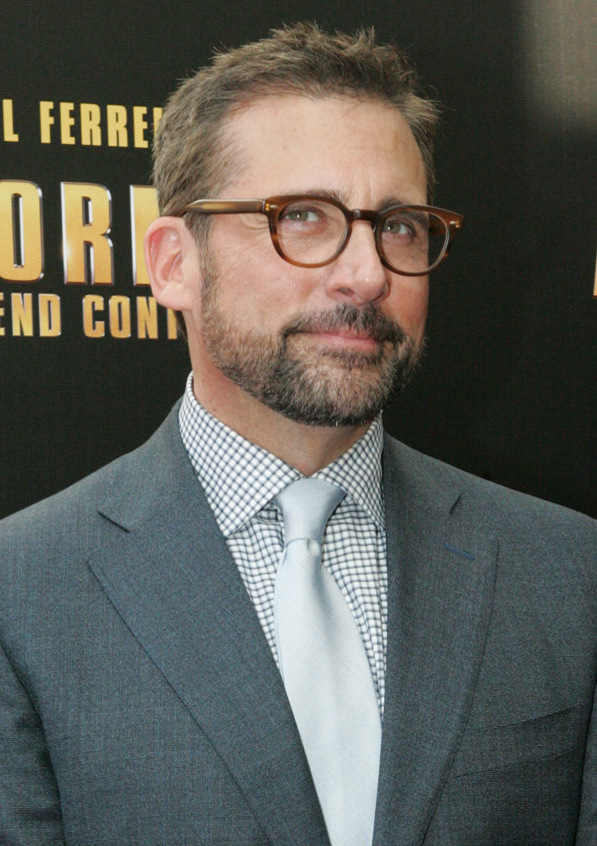
Carell el 2013

Durant el 2005, Carell va signar un contracte amb l'NBC per protagonitzar The Office, una sèrie en format de fals documental sobre la vida en una empresa mitjana dedicada al subministrament de material d'oficina, remake d'una sèrie de televisió britànica d'èxit interpretada i dirigida per Ricky Gervais. Ell interpreta el paper de Michael Scott, el director regional de Dunder Mifflin Inc, a la ciutat de Scranton, Pennsilvània. Encara que la primera temporada de l'adaptació va patir qualificacions mediocres, NBC va renovar per una temporada més a causa de l'èxit anticipat de la pel·lícula de Carell, de Verge als 40, i la sèrie posteriorment es va convertir en un èxit d'audiència. Carell va guanyar un Globus d'Or i el premi de l'Associació de Crítics de Televisió el 2006 pel seu paper en The Office. També va rebre sis nominacions als Premis Emmy pel seu treball en la sèrie (2006-2011).
Carell va guanyar aproximadament 175.000 dòlars per cada episodi de la tercera temporada de The Office, el doble del seu salari durant les dues temporades anteriors. En una entrevista d'Entertainment Weekly, va comentar sobre el seu sou, dient: "No vull que la gent pensi que ets un imbècil consentit. Els salaris poden ser ridículs. D'altra banda, hi ha una gran quantitat de persones que estan fent un munt de diners amb aquests programes ". A Carell se li va permetre tenir més temps flexible en l'enregistrament del programa, ja que al mateix temps estava realitzant pel·lícules. Carell va treballar en Evan Almighty durant una pausa de la producció durant la segona temporada de The Office. La producció va acabar en la meitat de la quarta temporada de The Office, a causa de Carell i de la negativa dels altres a creuar la línia del piquet del 2007, per la vaga dels escriptors. Carell, un membre de WGA, va escriure dos episodis de The Office: "Casino Night" i "Survivor Man". Tots dos episodis van ser elogiats i Carell va guanyar un Premi del Gremi d'Escriptors d'Amèrica per "Casino Night".
El 29 d'abril de 2010, Carell va declarar que deixaria el xou quan el seu contracte expirés al final de la temporada 2010-2011. El seu últim episodi, "Good Bye, Michael", va sortir a l'aire el 28 d'abril de 2011 amb l'últim pla mostrant a Carell caminant cap a un avió amb destinació a Colorado per reunir-se amb la seva promesa, Holly Flax.
Per a l'últim episodi de la sèrie, Steve Carell, va tornar a interpretar per última vegada a Michael Scott en un cameo curt però molt emotiu on mostra que serà el padrí de les noces de Dwight, i finalment va ser pare al costat de la seva parella Holly Flax.

## Filmografia

### Cinema
| Denota films a ser estrenats | Denota films a ser estrenats |

| Any  | Títol                                                       | Paper                                    | Notes                                |
| ---- | ----------------------------------------------------------- | ---------------------------------------- | ------------------------------------ |
| 1991 | La petita Sue (Curly Sue)                                   | Tesio                                    | Acreditat com "Steven Carell"        |
| 1998 | Tomorrow Night                                              | Xic sense ulleres del correu             |                                      |
| 1998 | Homegrown                                                   | Extra a la festa amb pantalons divertits | No apareix als títols de crèdit      |
| 2003 | Street of Pain                                              | Mark                                     | Curtmetratge                         |
| 2003 | Bruce Almighty                                              | Evan Baxter                              | Acreditat com "Steven Carell"        |
| 2004 | Sleepover                                                   | Agent John Sherman                       |                                      |
| 2004 | El reporter (Anchorman: The Legend of Ron Burgundy)         | Brick Tamland                            |                                      |
| 2004 | Wake Up, Ron Burgundy: The Lost Movie                       | Brick Tamland                            | Directe a vídeo                      |
| 2005 | Melinda i Melinda (Melinda and Melinda)                     | Walt Wagner                              |                                      |
| 2005 | Embruixada (Bewitched)                                      | Oncle Arthur                             |                                      |
| 2005 | Verge als 40 (The 40-Year-Old Virgin)                       | Andy Stitzer                             | També guionista i productor executiu |
| 2006 | Petita Miss Sunshine (Little Miss Sunshine)                 | Frank Ginsburg                           |                                      |
| 2006 | American Storage                                            | Rich                                     | Curtmetratge                         |
| 2006 | Over the Hedge                                              | Hammy                                    | Veu                                  |
| 2006 | Hammy's Boomerang Adventure                                 | Hammy                                    | Veu, curtmetratge                    |
| 2007 | Evan Almighty                                               | Evan Baxter                              |                                      |
| 2007 | Knocked Up                                                  | D'ell mateix                             | Cameo no acreditat                   |
| 2007 | Dan in Real Life                                            | Dan Burns                                |                                      |
| 2007 | Stories USA                                                 | Mark Ronson                              | Segment: "Street of Pain"            |
| 2008 | Horton Hears a Who!                                         | Ned McDodd                               | Veu                                  |
| 2008 | Superagent 86 de pel·lícula (Get Smart)                     | Maxwell Smart                            | També productor executiu             |
| 2010 | Date Night                                                  | Phil Foster                              |                                      |
| 2010 | Gru, el meu dolent preferit (Despicable Me)                 | Gru                                      | Veu                                  |
| 2010 | Dinner for Schmucks                                         | Barry Speck                              |                                      |
| 2011 | Amor, boig i estúpid (Crazy, Stupid, Love)                  | Cal Weaver                               | També productor                      |
| 2012 | Seeking a Friend for the End of the World                   | Dodge Petersen                           |                                      |
| 2012 | Si vols de debò... (Hope Springs)                           | Dr. Bernie Feld                          |                                      |
| 2013 | The Incredible Burt Wonderstone                             | Burt Wonderstone                         | També productor                      |
| 2013 | Gru 2, el meu dolent preferit (Despicable Me 2)             | Gru                                      | Veu                                  |
| 2013 | The Way, Way Back                                           | Trent                                    |                                      |
| 2013 | Anchorman 2: The Legend Continues                           | Brick Tamland                            |                                      |
| 2014 | Alexander and the Terrible, Horrible, No Good, Very Bad Day | Ben Cooper                               |                                      |
| 2014 | Foxcatcher                                                  | John Eleuthère du Pont                   |                                      |
| 2015 | Els Mínions (Minions)                                       | Gru jove                                 | Cameo de veu                         |
| 2015 | Freeheld                                                    | Steven Goldstein                         |                                      |
| 2015 | The Big Short                                               | Mark Baum                                |                                      |
| 2016 | Café Society                                                | Phil                                     |                                      |
| 2017 | Despicable Me 3                                             | Gru i Dru                                | Veu                                  |
| 2017 | Battle of the Sexes                                         | Bobby Riggs                              |                                      |
| 2017 | Too Funny to Fail                                           | D'ell mateix                             | Documental                           |
| 2017 | Last Flag Flying                                            | Larry "Doc" Shepherd                     |                                      |
| 2018 | Beautiful Boy                                               | David Sheff                              |                                      |
| 2018 | Vice                                                        | Donald Rumsfeld                          |                                      |
| 2018 | Welcome to Marwen                                           | Mark Hogancamp                           |                                      |
| 2020 | Irresistible                                                | Gary Zimmer                              | Postproducció                        |

## Vida personal
Carell està casat amb Nancy Carell, a qui va conèixer quan ella era una estudiant en una classe d'improvisació quan ell estava ensenyant en Second City. Tenen dos fills, Elisabeth Anne "Annie" (nascuda el 25 de maig de 2001) i John "Johnny" (nascut al juny de 2004). A més de treballar amb ell com a corresponsal en The Daily Show, Nancy també actua amb ell en The Office com el seu agent i promesa de curta durada Carol Stills, i també com a terapeuta sexual en Verge als 40.
La seva última aparició junts va ser en la pel·lícula Seeking a Friend for the End of the World on va interpretar a Linda, la dona que ho abandona per por de la fi del món.